# République du Mississippi
1861–1861
Entités précédentes :
- États-Unis d'Amérique

Entités suivantes :
- États confédérés d'Amérique

La république du Mississippi est un terme utilisé pour décrire l'État américain du Mississippi entre le 9 janvier 1861, où elle était le second État, après la Caroline du Sud, à faire sécession avec l'Union, et le 8 février 1861, où elle rejoint les États confédérés d'Amérique. Sa sécession suivit l'élection de Abraham Lincoln au poste de président des États-Unis.